# جوزيف بروير
جوزيف بروير (بالإنجليزية: Joseph Breuer)‏ هو حاخام أمريكي، ولد في 1882 في Pápa ‏ في المجر، وتوفي في 1980 في نيويورك في الولايات المتحدة.